# Họ Cóc
Họ Cóc (danh pháp khoa học: Bufonidae) là một họ ếch nhái, có tên gọi chung phổ biến là cóc, gồm nhiều loài khác nhau. Họ này bản địa ở khắp nơi trừ Úc và châu Nam Cực. Họ Cóc có thể sinh sống trong nhiều môi trường khác nhau, từ những vùng khô hạn tới các rừng mưa. Cóc có bề ngoài xù xì và có một cặp tuyến mang tai trên gáy. Các tuyến này có chứa chất độc và được tiết ra khi chúng bị sức ép. Các chất độc trong tuyến mang tai chứa nhiều loại độc tố và gây ra nhiều hiệu ứng khác nhau. Các con đực có cơ quan gọi là cơ quan Bidder.
Cóc ăn các loại côn trùng như: cào cào, châu chấu, sâu bọ.

## Phân loại
Họ Cóc chứa trên 500 loài, phân bố trong khoảng 35 chi.
| Danh pháp khoa học và tác giả                        | Tên phổ biến        | Số loài |
| ---------------------------------------------------- | ------------------- | ------- |
| Anaxyrus Tschudi, 1845                               |                     | 22      |
| Adenomus Cope, 1861                                  |                     | 3       |
| Altiphrynoides Dubois, 1987                          | Cóc Ethiopia        | 2       |
| Amietophrynus Frost và ctv., 2006                    |                     | 38      |
| Andinophryne Hoogmoed, 1985                          | Cóc Andes           | 3       |
| Ansonia Stoliczka, 1870                              | Cóc suối            | 25      |
| Atelopus Duméril & Bibron, 1841                      | Cóc chân ngắn       | 82      |
| Bufo Laurenti, 1768                                  | Cóc                 | 150     |
| Bufoides Pillai & Yazdani, 1973                      | Cóc Mawblang        | 1       |
| Capensibufo Grandison, 1980                          | Cóc Cape            | 2       |
| Churamiti Channing & Stanley, 2002                   |                     | 1       |
| Crepidophryne Cope, 1889                             | Cóc Cerro Utyum     | 3       |
| Dendrophryniscus Jiménez de la Espada, 1871          | Cóc cây             | 7       |
| Didynamipus Andersson, 1903                          | Cóc bốn ngón        | 1       |
| Duttaphrynus Frost và ctv., 2006                     |                     | 6       |
| Epidalea Cope, 1864                                  | Cóc sọc vàng        | 1       |
| Frostius Cannatella, 1986                            | Cóc Frosts          | 2       |
| Ingerophrynus Frost và ctv., 2006                    |                     | 11      |
| Laurentophryne Tihen, 1960                           | Cóc cây Parkers     | 1       |
| Leptophryne Fitzinger, 1843                          | Cóc cây Indonesia   | 2       |
| Melanophryniscus Gallardo, 1961                      | Cóc bụng đỏ Nam Mỹ  | 20      |
| Mertensophryne Tihen, 1960                           | Ếch mõm             | 20      |
| Metaphryniscus Señaris, Ayarzagüena & Gorzula, 1994  |                     | 1       |
| Nectophryne Buchholz & Peters, 1875                  | Cóc cây châu Phi    | 2       |
| Nectophrynoides Noble, 1926                          | Cóc đẻ con châu Phi | 13      |
| Nimbaphrynoides Dubois, 1987                         | Cóc Nimba           | 2       |
| Oreophrynella Boulenger, 1895                        | Cóc bụi rậm         | 8       |
| Osornophryne Ruiz-Carranza & Hernández-Camacho, 1976 | Cóc tròn            | 6       |
| Parapelophryne Fei, Ye & Jiang, 2003                 |                     | 1       |
| Pedostibes Günther, 1876                             | Cóc cây châu Á      | 6       |
| Pelophryne Barbour, 1938                             | Cóc đầu bẹt         | 9       |
| Pseudobufo Tschudi, 1838                             | Cóc giả             | 1       |
| Rhinella Fitzinger, 1826                             | Cóc mũi khoằm       | 72      |
| Schismaderma Smith, 1849                             | Cóc đỏ châu Phi     | 1       |
| Truebella Graybeal & Cannatella, 1995                |                     | 2       |
| Werneria Poche, 1903                                 | Cóc lưỡi nhỏ        | 6       |
| Wolterstorffina Mertens, 1939                        | Cóc Wolterstorff    | 3       |